# Pedataran (Ulu Ogan)
Pedataran is een bestuurslaag in het regentschap Ogan Komering Ulu van de provincie Zuid-Sumatra, Indonesië. Pedataran telt 476 inwoners (volkstelling 2010).